# 2006年热带风暴黛比
热带风暴黛比（英語：Tropical Storm Debby）是2006年大西洋飓风季形成的第5场热带风暴，源于8月21日非洲近海的一股东风波。从佛得角群岛附近经过后，系统总体保持向西北方向移动，逐渐增强至风速每小时85公里的最高强度。受强烈的风切变影响，风暴逐渐减弱，于8月27日在北大西洋上空消散。
气象机构在黛比存在早期预测气旋会以热带风暴强度从佛得角群岛南部经过，并且有可能引发威胁生命的洪灾。多个计算机模型预计黛比会一直朝西北方向移动，但在强度预报方面遇到许多问题。美国国家飓风中心认为风暴会达到飓风标准，但受强烈风切变的影响，黛比的最高强度也没有超出热带风暴标准。

## 气象历史
8月20日晚，一股强劲的东风波离开非洲海岸，而且几乎立刻就发展出大范围环流和对流带。次日，东风波行进至佛得角群岛东南方向约420公里海域，其中已经有大规模低气压区形成。8月21日清晨，系统内的对流有所消退，但低气压区的组织结构仍然完整且层次分明，于当天晚上发展成2006年大西洋飓风季的第四号热带低气压。受北侧的高压脊影响，低气压向西北偏西方向移动，行经洋面水温够高，上层风切变也很少。由于多个模型都认定气旋会向西北方向移动，美国国家飓风中心起初也这样预测，但正如气象学家詹姆斯·富兰克林（James Franklin）所说，这些模型也一直都在犯错误。
低气压成形后不久，其中的对流有所减退，但组织结构依然良好，规模也很庞大，风场直径有930公里。8月22日，气旋从佛得角群岛以南约225公里洋面经过，其环流中心上空已有深层对流发展出来，美国国家飓风中心于8月23日清晨将位于佛得角西南方向约485公里海域的热带低气压升级成热带风暴，并以“黛比”（Debby）命名。系统缓慢增强，带状特征继续组织，黛比于8月23日在大西洋开放水域上空达到风速每小时85公里的最高强度。气象机构预计气旋行经水域的水温比较高，上层风切变为中等强度，所以会继续增强至飓风标准。

热带降雨观测卫星拍下的热带风暴黛比图像

达到最高强度后不久，黛比因遭遇干燥空气而减弱。系统整体仍在向西北偏西方向移动，但下层环流已经同逐渐消亡的对流分离。之后气旋中心上空部分区域有对流重新发展出来并持续组织，于8月24日再度达到风力时速85公里的最高强度。南向风切变令对流偏移至中心北侧，8月25日时，黛比的强度已降至热带风暴的最低标准。风暴中心变得细长且不对称，于8月26日降级成热带低气压。系统内未能重新发展出足够对流，很快就退化成残留低气压区。低气压区转向北上，之后又转朝东北偏北方向逐渐逼近的低压槽前进，最终在8月28日完全消散。

## 防灾措施和影响

位于佛得角群岛东南方向的第四号热带低气压

美国国家飓风中心针对第四号热带低气压发布首份公告的同时，佛得角群岛政府发布热带风暴警告，意指当地可能会在24小时内遭遇热带风暴袭击。美国国家飓风中心指出，该群岛可能会有暴雨，其中山区有可能高达250毫米，引发威胁生命安全的山洪和泥石流。但由于气旋是在更偏南面的海域成形，热带风暴警告也随低气压的远离而中止。低气压在该群岛大部分岛屿西南方向约185公里洋面经过期间，福古岛上的阵风时速达到55公里，还出现一定程度降水，但没有出现造成破坏的报道。
气象机构一直预报风暴会行进至百慕大附近，但黛比即便是在距该岛最近时也在超过1450公里外。气象部门还预计气旋会一直远离墨西哥湾，但投资者对风暴可能影响石油设施的担忧令每桶原油价格上涨了60美分。